# Aruhna
Aruhna, de son vrai nom Patricia Levy, est une auteure-compositrice-interprète, chanteuse française originaire de la Guyane.